# Pachalik de Damas
1516–1864
Entités précédentes :
- Sultanat mamelouk (partie)

Entités suivantes :
- Eyalet de Tripoli
- Eyalet de Sidon
- Vilayet de Syrie

Le pachalik de Damas ou pachalik de Syrie, encore appelé eyalet ou beylerbeylik de Damas (en turc ottoman : ایالت شام / Eyâlet-i Šâm), est une province de l'Empire ottoman créée en 1516. Elle forme le sud de la Syrie ottomane. Elle subsiste jusqu'à la réforme administrative de 1865 qui la transforme en vilayet de Syrie. Sa capitale est Damas.

## Histoire

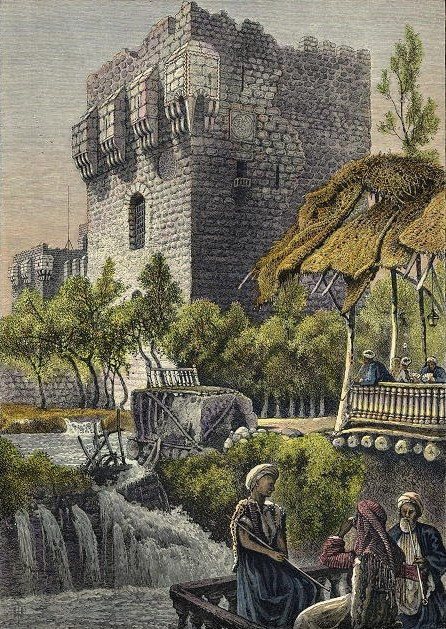
Charles William Wilson, La citadelle de Damas, 1881

Après la bataille de Marj Dabiq, remportée par les Ottomans sur les Mamelouks d'Égypte en 1516, la Syrie devient une province ottomane bientôt divisée en deux pachaliks : celui d'Alep et celui de Damas. Ce dernier comprend les quatre mamlakats (provinces mameloukes) de Damas, Hama, Tripoli, Safed et Al-Karak. Le pachalik de Tripoli est détaché de celui de Damas en 1579 et le pachalik de Saïda (Sidon), une première fois en 1614 puis de façon permanente à partir de 1660.
Dans l'organisation de l'empire, Damas est importante d'abord comme point de départ du pèlerinage de La Mecque. Sa caravane rassemble, selon les années, entre 20 000 et 60 000 pèlerins ; à partir de 1708, le gouverneur ottoman la dirige en personne et y consacre trois mois chaque année. Elle est financée par le budget de la province, à la hauteur de 382 000 piastres par an, et par une contribution exceptionnelle de 135 000 piastres levée sur les districts du sud. En compensation, le mahmal (caravane du pèlerinage) stimule l'économie de la province : les tribus semi-nomades du Hauran louent des chameaux aux caravaniers (environ 10 000 chaque année), les sédentaires fournissent des provisions comme les gâteaux secs (buqsmat). Les pèlerins transportent toutes sortes de marchandises, bijoux et pierres précieuses de Perse à l'aller, henné et café du Yémen, étoffes de l'Inde au retour.
L'affaiblissement de l'empire au XVIIe siècle se fait sentir par des mutineries de janissaires qui composent la principale force militaire de la province. Ceux-ci, soldats d'élite à l'origine, pratiquent de plus en plus des professions civiles qui les mêlent à la population urbaine. À partir de 1658-1659, le gouvernement de Constantinople envoie une garnison de plusieurs centaines de janissaires "impériaux" pour occuper la citadelle de Damas. La rivalité entre ces deux corps de troupe ne fait qu'aggraver le désordre : la caravane de La Mecque est attaquée cinq fois entre 1670 et 1700.
La Syrie retrouve une certaine prospérité sous la famille Al-Azem qui domine la province entre 1725 et 1783. Entre 1784 et 1804, c'est un militaire d'origine bosniaque, Djezzar Pacha, qui domine sous différents titres la Syrie du sud et se rend à moitié indépendant.
Au XIXe siècle, Damas et l'intérieur de la Syrie se trouvent marginalisés dans l'économie de l'Empire ottoman. C'est seulement en 1862 qu'une route carrossable, construite par une entreprise française, relie Beyrouth à Damas.
En 1860, une série de violences et émeutes contre les chrétiens de Syrie, culminant avec les massacres de Damas de chrétiens par des druzes, du 9 au 18 juillet, donne lieu à une expédition française en Syrie ordonnée par Napoléon III et à une convention internationale garantissant les droits des chrétiens.

## Gouverneurs
Liste des gouverneurs de Damas (en)
- Yunus Pacha, 1516
- Janbirdi al-Ghazali, ancien gouverneur mamelouk de Hama, 1518-1521
- Hadim Sinan Pacha, 1545-1550
- Şemsi Pacha, 1552-1555
- Sokulluzade Hassan Pacha (en), fils du grand vizir Sokollu Mehmet Pacha, à trois reprises de 1577 à 1586
- Cığalazade Yusuf Sinan Pacha, 1597-1598
- Cheytan Ibrahim Pacha, à deux reprises, 1669-1671 et 1675-1676
- Fazıl Ahmet Köprülü, 1659-1661
- Suleyman Pacha al-Azem (en), à deux reprises, 1734-1738 et 1741-1743
- Assad Pacha al-Azem, 1742-1757
- Muhammad Pacha al-Azem (en),à deux reprises, 1771–1772 et 1773–1783
- Djezzar Pacha, à quatre reprises de 1784 à 1804
- Abdullah Pacha al-Azm, à trois reprises de 1795 à 1807, dernier gouverneur de la famille Al-Azem

## Subdivisions

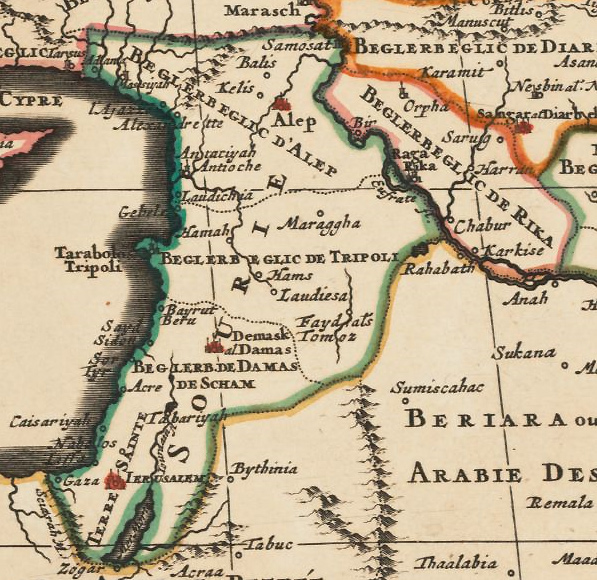
Alexis-Hubert Jaillot, Estats de l'empire du Grand Seigneur des Turcs, en Europe, en Asia, et en Afrique, divisé en tous ses Beglerbeglicz, ou gouvernments, Paris, 1696 (extrait)

Au milieu du XVIIe siècle, le pachalik de Damas comprend :
- Le sandjak de Jérusalem
- Le sandjak de Gaza
- Le sandjak d'Al-Karak
- Le sandjak de Safed
- Le sandjak de Naplouse
- Le sandjak d'Ajlun
- Le sandjak de Lajjun près de l'actuelle Umm al-Fahm
- Le sandjak de Bekaa
- Le sandjak de Tadmor
- Le sandjak de Saïda
- Le sandjak de Beyrouth